# ローリング・サンダー・レヴュー (アルバム)
『ローリング・サンダー・レヴュー』（The Bootleg Series Vol.5 : Bob Dylan Live 1975, The Rolling Thunder Revue）は、ボブ・ディランの1975年の演奏を記録し、2002年にリリースされたライブ・アルバム。海賊盤などでしか聴けない未発表音源を公式盤としてリリースする『ブートレッグ・シリーズ第5集』として発表された。2002年12月14日付ビルボード200チャートで最高56位、ビルボード･トップ・インターネット・アルバムで126位、全英アルバム・チャートで69位、日本のオリコンで29位を記録した。2003年3月12日、RIAAによりゴールド・ディスクに認定されている。
初回限定盤には、映画『レナルド＆クララ』（1978年）より2曲のビデオ・トラックと1曲のオーディオ・トラックを収録したボーナスDVDが付属した。

## 解説
このアルバムは、1975年～1976年に行われたライブ・ツアー「ローリング・サンダー・レヴュー」における、1975年の第1期ツアーから収録されている。同ツアー中には、映画『レナルド＆クララ』の撮影も行われている。

## 収録曲
特記なき楽曲は、作詞・作曲: ボブ･ディラン

* ジョーン・バエズとの共演

** ロジャー・マッギンとの共演

### Disc 1
1. 今宵はきみと - Tonight I'll Be Staying Here With You – 3:55 [date 1]
2. 悲しきベイブ - It Ain't Me Babe – 5:25 [date 2]
3. はげしい雨が降る - A Hard Rain's A-Gonna Fall – 5:16 [date 1]
4. ハッティ・キャロルの寂しい死 - The Lonesome Death of Hattie Carroll – 5:25 [date 3]
5. ドゥランゴのロマンス - Romance in Durango – 5:22 [date 2]
  - 作詞・作曲: ディラン、ジャック・レヴィ
6. イシス - Isis  – 5:11 [date 3]
  - 作詞・作曲: ディラン、レヴィ
7. ミスター・タンブリン・マン - Mr. Tambourine Man – 5:39 [date 4]
8. 運命のひとひねり - Simple Twist of Fate – 4:17 [date 2]
9. 風に吹かれて - Blowin' in the Wind – 2:43 [date 2] *
10. ママ、ユー・ビーン・オン・マイ・マインド - Mama, You Been on My Mind – 3:11 [date 3] *
11. アイ・シャル・ビー・リリースト - I Shall Be Released – 4:33 [date 4] *

### Disc 2
1. イッツ・オール・オーバー・ナウ、ベイビー・ブルー - It's All over Now, Baby Blue – 4:34 [date 1]
2. ラヴ・マイナス・ゼロ／ノー・リミット - Love Minus Zero/No Limit – 3:13 [date 1]
3. ブルーにこんがらがって - Tangled Up in Blue – 4:41 [date 3]
4. ザ・ウォーター・イズ・ワイド - The Water is Wide – 5:16 [date 3] *
  - トラディショナル
5. 悲しみは果てしなく - It Takes a Lot to Laugh, It Takes a Train to Cry – 3:12 [date 3]
6. オー、シスター - Oh, Sister – 4:04 [date 3]
  - 作詞・作曲: ディラン、レヴィ
7. ハリケーン - Hurricane – 8:15 [date 5]
  - 作詞・作曲: ディラン、レヴィ
8. コーヒーもう一杯 - One More Cup of Coffee (Valley Below) – 4:14 [date 3]
9. サラ - Sara – 4:29 [date 3]
10. 女の如く - Just Like a Woman – 4:31 [date 3]
11. 天国への扉 - Knockin' on Heaven's Door – 4:22 [date 2] **

### ボーナスDVD（初回限定盤）
1. ブルーにこんがらがって - Tangled Up in Blue [date 3]
2. イシス - Isis [date 1]
3. イシス - Isis（オーディオのみ） [date 1]

録音日と場所
1. 1 2 3 4 5 6  1975年12月4日カナダ・モントリオール、モントリオール・フォーラム
2. 1 2 3 4 5  1975年11月20日マサチューセッツ州ケンブリッジ、ハーヴァード・スクエア・シアター
3. 1 2 3 4 5 6 7 8 9 10 11  1975年11月21日マサチューセッツ州ボストン、ボストン・ミュージック・ホール、第二ショー
4. 1 2  1975年11月21日マサチューセッツ州ボストン、ボストン・ミュージック・ホール、第一ショー
5. ↑  1975年11月19日マサチューセッツ州ウースター、メモリアル・オーディトリアム

## リリース
日本
| 日付           | レーベル | フォーマット | カタログ番号     | 付記            |
| -------------- | -------- | ------------ | ---------------- | --------------- |
| 2002年12月11日 | ソニー   | 2CD          | SICP-293･294･295 | 初回限定盤DVD付 |
| 2002年12月11日 | ソニー   | 2CD          | SICP-296･297     | 通常盤          |